# Македонско военно губернаторство
Македонското военно губернаторство е военно-административна единица по време на Балканската война в освободените от българската армия части на Македония. Щабът престава да съществува в края на месец юни 1913 година, след началото на Междусъюзническата война. В рамките на седеммесечната дейност на Македонското военно губернаторство са извършени редица положителни промени като са спазени основните предписания, по които работи губернаторството.

## История
Подготовката за създаването на губернаторството започва с освобождението на първите градски центрове. Запазва се довоенното османско териториално разпределение по каази (околии), но се управляват според българските закони. На 10 ноември 1912 година генерал Георги Тодоров, командващ Седма пехотна рилска дивизия, дава заповед за създаване на Струмишки окръг с околийски центрове Струмица, Радовиш, Дойран, Петрич, Кукуш и Лъгадина. Български кметове и коменданти са назначени още в градовете Кавала, Правища, Сяр, Валовища, Неврокоп и други. В управлението са привлечени много бивши дейци на ВМОРО, а по места са включени и много местни българи. По същото време в Солун фактически се осъществява българо-гръцки кондоминиум.
Струмишкият окръжен управител издава окръжно на 15 ноември 1912 година, в което се регламентират правата и задълженията на новосформираните административно-полицейски органи в Македония, предстоящия избор на общински управления, защитата на малцинствата, снабдяването с храна, грижи за пострадалите, хигиената и здравеопазването, както и недопускането на разрушаването на исторически паметници. Постепенно се възстановяват телеграфните и телефонните съобщения и железопътните превози. На Македонското военно губернаторство са препотвърдени част от тези дейности във „Временните наредби за гражданското управление на завладяните страни“ от 2 януари 1913 година и „Пояснение за управлението на македонското военно губнернаторство“ от 19 февруари 1913 година. Набляга се на стопанското развитие, инфраструктурните подобрения, засилване мерките за здравеопазване, отстраняване гръцките агитаторски и андартски чети в районите на МВГ. В редица градове се създават смесени комисии от българи, турци, гърци и евреи. На 2 декември 1912 година офицално Щабът на армията създава Македонското военно губернаторство, като за временен губернатор е назначен генерал-майор Христофор Хесапчиев. По-късно за титуляр-губернатор на губернаторството в е назначен генерал-майор Михаил Вълков със седалище в Сяр, секретар е Михаил Зелков, а чиновник за особените поръчки е Гьорче Петров.
Македонското военно губернаторство обхваща 4 окръга с 24 околии със съответните окръжни управители и околийски началници, назначени от Министерството на вътрешните работи.
| Окръг    | Окръжен управител  | Околии         | Околийски началник |
| -------- | ------------------ | -------------- | ------------------ |
| Драмски  | Живко Добрев       | Драмска        | Кънев              |
| Драмски  | Живко Добрев       | Кавалска       | Поплуков           |
| Драмски  | Живко Добрев       | Правищка       | Ст. Димитров       |
| Драмски  | Живко Добрев       | Саръшабанска   |                    |
| Драмски  | Живко Добрев       | Рупчоска       |                    |
| Серски   | Иван Хамамджиев    | Сeрска         | Попов              |
| Серски   | Иван Хамамджиев    | Зиляховска     | Стойнов            |
| Серски   | Иван Хамамджиев    | Нигритска      | Михайлов           |
| Серски   | Иван Хамамджиев    | Демирхисарска  | М. Сливков         |
| Серски   | Иван Хамамджиев    | Петричка       | Стойчев            |
| Серски   | Иван Хамамджиев    | Мелнишка       | Никола Юрданов     |
| Серски   | Иван Хамамджиев    | Горноджумайска | Масларски          |
| Серски   | Иван Хамамджиев    | Разложка       |                    |
| Серски   | Иван Хамамджиев    | Неврокопска    | П. Баръмов         |
| Солунски | Владимир Караманов | Солунска       |                    |
| Солунски | Владимир Караманов | Кукушка        | Тодор Александров  |
| Солунски | Владимир Караманов | Лъгадинска     | Михаил Думбалаков  |
| Солунски | Владимир Караманов | Дойранска      | Гъбенеков          |
| Солунски | Владимир Караманов | Гевгелийска    |                    |
| Щипски   | Тодор Недков       | Щипска         |                    |
| Щипски   | Тодор Недков       | Кочанска       | Янкулов            |
| Щипски   | Тодор Недков       | Пехчевска      |                    |
| Щипски   | Тодор Недков       | Радовишка      | Шестаков           |
| Щипски   | Тодор Недков       | Струмишка      | Ив. Козарев        |

Към Македонското военно губернаторство са делегирани около 900 чиновници от министерствата на финансите, на обществените сгради, на железниците и телеграфите и на земеделието и държавните имоти. През декември 1912 година е гласуван бюджет за новоосвободените земи в Македония и Тракия в размер 7 056 438 лева, от които 952 249 лева са за службите на администрацията и полицията.
Военноадминистративните власти, подчинени на МВГ, първоначално подпомагат дейността на Св. Синод за покръстването на помаците в областта Чеч, потушават последвалите селски бунтове между 3 и 14 февруари 1913 година, след което обаче остро се противопоставя срещу продължаване на покръстването. Постепенно под гръцки натиск са ликвидирани Съботска и Гумендженска околии, а българските войски напускат Солунската селска и Лъгадинската околии. Според временен българо-гръцки договор временната демаркационна линия преминава от Гевгели на юг до Орфанския залив, но гърците нарушават споразуменията и по места избухват нови сражения. На 5 май 1913 година в Сяр се установява генерал-лейтенант Никола Иванов, който поема командването на всички войски в Македония, а МВГ извършва само административната власт. На 22 юни 1913 година помощник-главнокомандващия Радко Димитриев дава правомощия МВГ да поеме командването на въоръжените команди в Македония. В първите дни на Междусъюзническата война МВГ спомага реорганизирането на българските части, потушава гръцките бунтове в Сяр, организира съпротива по левия бряг на Струма, на Рупелското дефиле и други.
На 23 юни 1913 година седалището на губернаторството се премества от Сяр във Валовища, след това в Дупница и до края на месец юни в София, а скоро след това прекратява дейност.